# Aroldo Casali
Aroldo Casali (ur. 18 października 1925 w Forlì, zm. 10 lutego 2015 w San Marino) – sanmaryński strzelec, olimpijczyk.
Brał udział w igrzyskach olimpijskich w 1960 roku (Rzym). Wystąpił tylko w strzelaniu z pistoletu dowolnego z odl. 50 metrów, w którym odpadł w kwalifikacjach (zajął w nich 64. miejsce).

## Wyniki olimpijskie
| Igrzyska | Konkurencja                 | Wynik                                    | Miejsce    | Źródło |
| -------- | --------------------------- | ---------------------------------------- | ---------- | ------ |
| IO 1960  | Pistolet dowolny, 50 metrów | Kwalifikacje – 271 punktów (71-71-59-70) | 64 (na 67) | [ 2 ]  |